# Mickey Roker
Granville William 'Mickey' Roker (Miami, 3 september 1932 - Philadelphia, 22 mei 2017) was een Amerikaanse jazzdrummer.

## Biografie
Roker groeide op in grote armoede, zonder vader. Toen zijn moeder overleed, toen hij tien was, ontfermde zijn oom uit Philadelphia zich over hem en van hem kreeg hij zijn eerste drumstel. Zijn oom introduceerde hem in de plaatselijke jazzscene, waar drummer Philly Joe Jones zijn eerste idool werd. Hij zag optredens van grote musici als Miles Davis, Dizzy Gillespie en Clifford Brown.
In het begin van de jaren 50 begon hij bekend te raken als drummer en hij werd een veelgevraagd musicus, die zowel in bigbands als kleinere groepen speelde. Hij speelde met onder meer Gillespie, Jimmy Oliver, Jimmy Heath, Jimmy Divine, King James en Sam Reed. In 1959 verhuisde hij naar New York, waar hij samenwerkte met Gigi Gryce, Ray Bryant, Joe Williams/Junior Mance, Nancy Wilson en de bigband van Duke Pearson.
Een muzikale partner in die (en latere) jaren was contrabassist Bob Cranshaw, die hij al in 1957 ontmoette in Chicago. De twee ondersteunden Bryant, Mary Lou Williams en bijvoorbeeld Stanley Turrentine. De twee werkten tientallen jaren regelmatig samen, tot in het begin van de 21ste eeuw.
In de jaren zestig speelde hij mee op opnames van onder andere Roy Ayers, Art Farmer, Frank Foster, Herbie Hancock, Milt Jackson, Sonny Rollins, Stanley Turrentine en Blue Mitchell, in de jaren zeventig met bijvoorbeeld Gillespie, Gene Ammons, Horace Silver en Hank Jones. In de jaren tachtig speelde hij in clubs en toerde hij en nam hij op met Modern Jazz Quartet, Oscar Peterson, Ray Bryant, Ray Brown en Zoot Sims. In 1992 verving hij Connie Kay in het Modern Jazz quartet.
Roker speelde veel in de huisband van de Ortlieb Club, waar hij muzikaal uiteenlopende musici begeleidde. Hij werkte veel met Shirley Scott, maar speelde ook bijvoorbeeld met saxofonist Bootsie Barnes en jonge musici.
Roker overleed in Philadelphia, Pennsylvania, op 84-jarige leeftijd aan longkanker en diabetes.

## Discografie

### Als 'sideman'
Met Gene Ammons
- Got My Own (Prestige, 1972)
- Big Bad Jug (Prestige, 1972)
- Together Again for the Last Time (Prestige, 1973 [1976]) - met Sonny Stitt

Met Roy Ayers
- Daddy Bug (Atlantic, 1969)

Met Ray Brown
- Red Hot Ray Brown Trio (Concord, 1987)

Met Ray Bryant
- Con Alma (Columbia, 1960)
- Dancing the Big Twist (Columbia, 1961)

Met Art Farmer
- The Time and the Place: The Lost Concert (Mosaic, 1966 [2007])
- The Time and the Place (Columbia, 1967)
- The Art Farmer Quintet Plays the Great Jazz Hits (Columbia, 1967)

Met Frank Foster
- Manhattan Fever (Blue Note, 1968)

Met Dizzy Gillespie
- Dizzy Gillespie's Big 4 (Pablo, 1974)

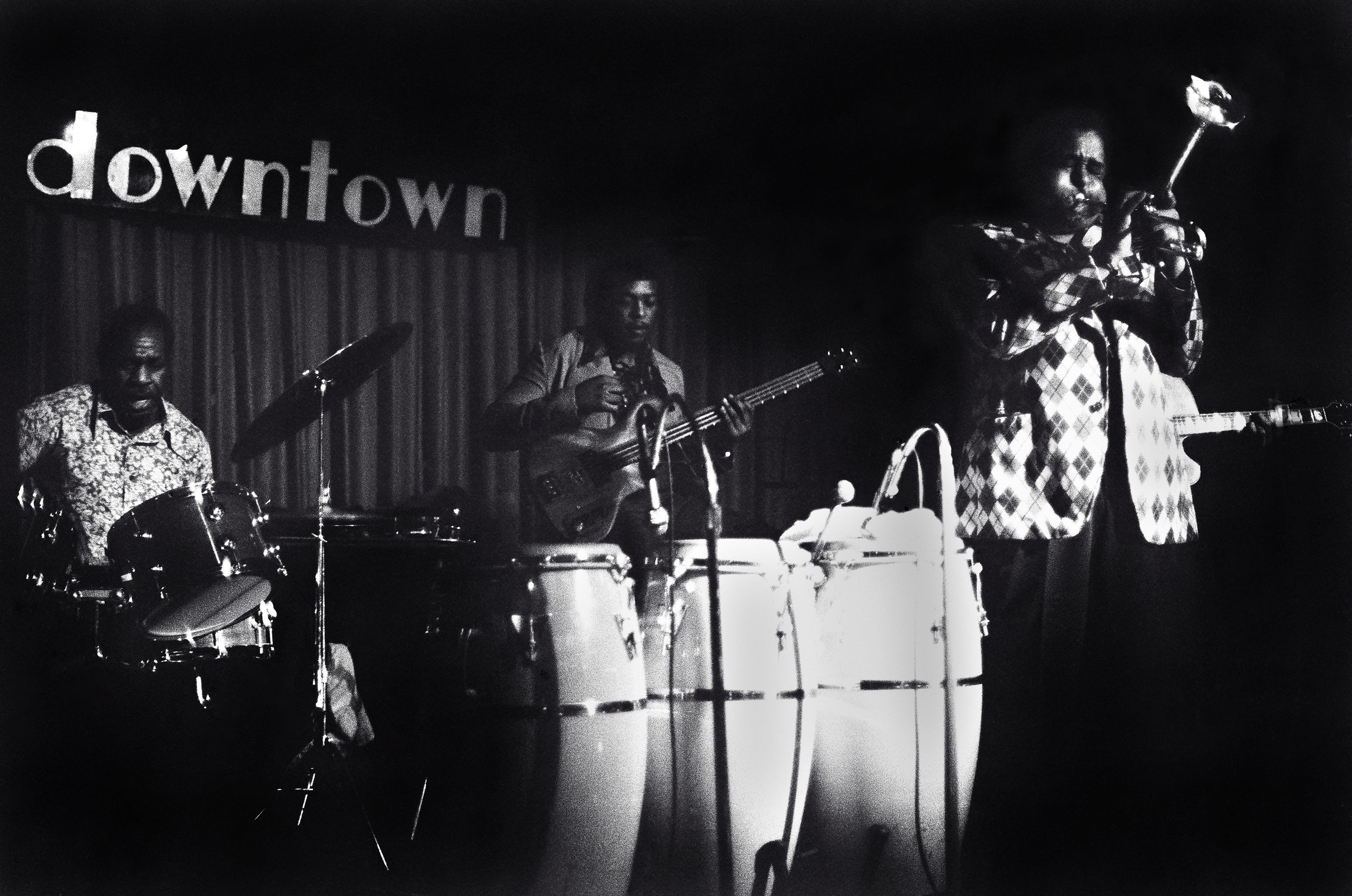
Van links naar rechts: Roker, Ben Brown, Dizzy Gillespie en (verborgen) Rodney Jones, in Buffalo, N.Y., 1977

- Afro-Cuban Jazz Moods (Pablo, 1975) met Machito
- The Dizzy Gillespie Big 7 (Pablo, 1975)
- Bahiana (Pablo, 1975)
- Carter, Gillespie Inc. (Pablo, 1976) met Benny Carter
- Dizzy's Party (Pablo, 1976)

Met Gigi Gryce
- Saying Somethin'! (New Jazz, 1960)
- The Hap'nin's (New Jazz, 1960)
- The Rat Race Blues (New Jazz, 1960)
- Reminiscin' (Mercury, 1960)
- Doin' the Gigi (Uptown, 2011)

Met Herbie Hancock
- Speak Like a Child (Blue Note, 1968)

Met Gene Harris
- The Gene Harris Trio Plus One (Concord, 1984)

Met Bobby Hutcherson
- San Francisco (Blue Note, 1970)

Met Milt Jackson
- Born Free (Limelight, 1966)
- Milt Jackson and the Hip String Quartet (Verve, 1968)
- Olinga (CTI, 1974)
- The Milt Jackson Big 4 (Pablo, 1975)

Met Willis Jackson
- Really Groovin' (Prestige, 1961)
- In My Solitude (Moodsville, 1961)

Met Hank Jones
- Groovin' High (Muse, 1978)

Met Sam Jones
- Something New (Interplay, 1979)

Met Irene Kral
- Better Than Anything (Äva, 1963)

Met Charles Kynard
- The Soul Brotherhood (Prestige, 1969)

Met Mike Longo
- Funkia (GrooveMerchant, 1973)

Met Junior Mance
- Junior's Blues (Riverside, 1962)
- Happy Time (Jazzland, 1962)
- Monk (Live) (Chiaroscuro, 2003)

Met Herbie Mann
- Stone Flute (Embryo, 1969 [1970])

Met Blue Mitchell
- Boss Horn (Blue Note, 1966)

Met het Modern Jazz Quartet
- MJQ & Friends: A 40th Anniversary Celebration (Atlantic, 1994)

Met Lee Morgan
- Standards (Blue Note, 1967)
- Live at the Lighthouse (Blue Note, 1970)
- Sonic Boom (Blue Note, released 1979)

Met Joe Pass
- Quadrant (Pablo, 1977)

Met Duke Pearson
- Wahoo! (1964)
- Honeybuns (1965)
- Prairie Dog (1966)
- Sweet Honey Bee (Blue Note, 1966)
- Introducing Duke Pearson's Big Band (Blue Note, 1967)
- The Phantom (Blue Note, 1968)
- Now Hear This (Blue Note, 1968)
- How Insensitive (Blue Note, 1969)
- It Could Only Happen with You (1970)

Met Sonny Rollins
- There Will Never Be Another You (album) (Impulse!, 1965)
- Sonny Rollins on Impulse! (Impulse!, 1965)

Met Shirley Scott
- Soul Duo (Impulse!, 1966) met Clark Terry
- Oasis (Muse, 1989)
- Great Scott! (Muse, 1991)
- Blues Everywhere (Candid, 1991)
- Skylark (Candid, 1991)

Met Horace Silver
- All (Blue Note, 1972)
- In Pursuit of the 27th Man (Blue Note, 1973)

Met Buddy Terry
- Awareness (Mainstream, 1971)

Met Stanley Turrentine
- Rough 'n' Tumble (Blue Note, 1966)
- The Spoiler (Blue Note, 1966)

Met McCoy Tyner
- Live at Newport (Impulse!, 1963)

Met Harold Vick
- The Caribbean Suite (RCA Victor, 1966)
- Commitment (Muse, 1967 [1974])

Met Mary Lou Williams
- Zoning (Mary Records, 1974 - later opnieuw uitgebracht door Smithsonian Folkways, met extra nummers)
- Free Spirits (SteepleChase, 1975)

Met Cedar Walton
- The Electric Boogaloo Song (Prestige, 1969)

Met Joe Williams
- At Newport '63 (RCA Victor, 1963)

Met Phil Woods
- Rights of Swing (Candid, 1961)